# Ahmed Best

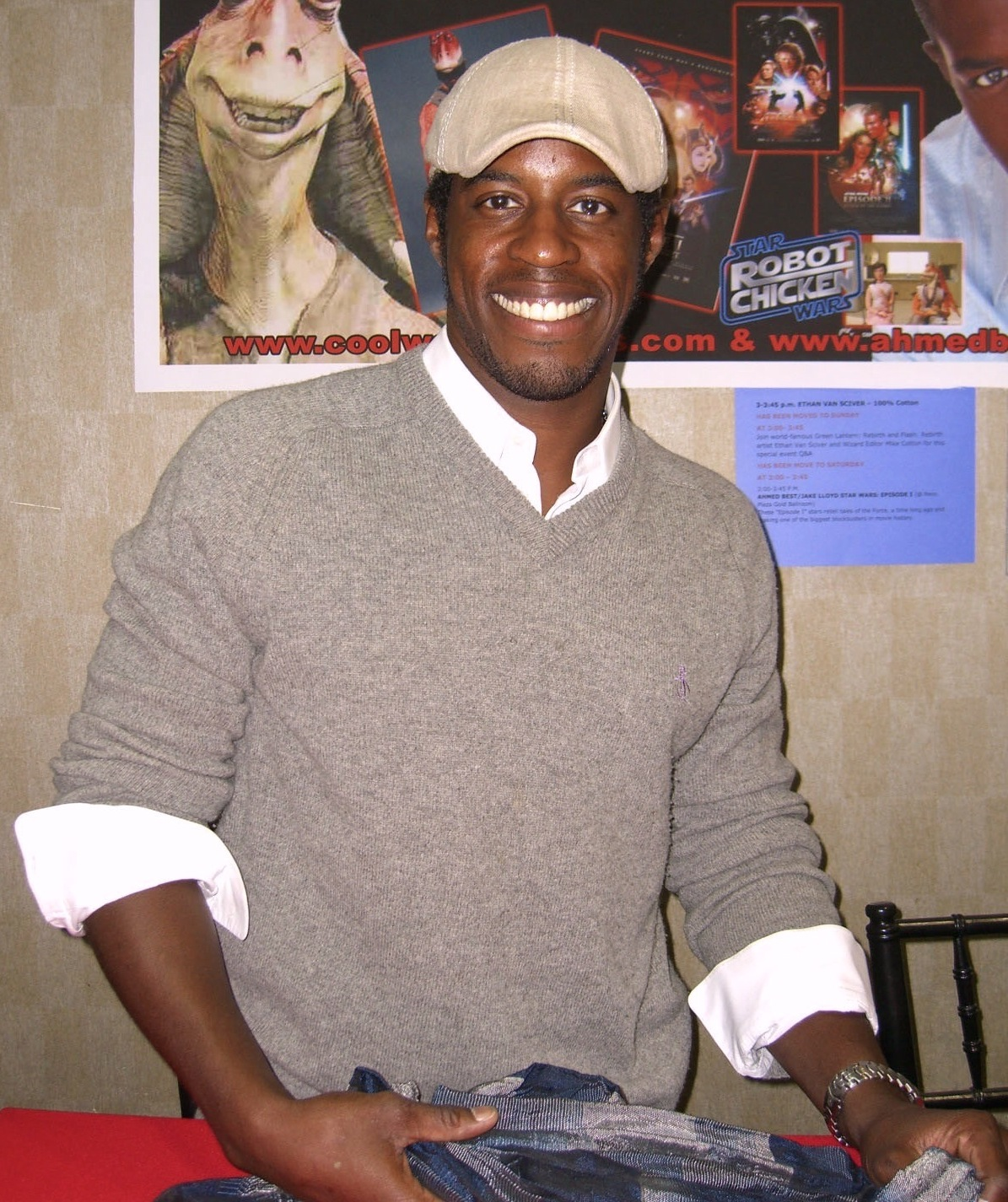
Ahmed Best (2010)

Ahmed A. Best (* 19. August 1973 in New York City, NY) ist ein US-amerikanischer Synchronsprecher, Schauspieler und Musiker. Bekannt wurde Ahmed Best durch die Star-Wars-Reihe, in der er der computergenerierten Figur Jar Jar Binks seine Bewegungen und (im englischsprachigen Original) seine Stimme lieh.

## Leben
Den größten Teil seiner Kindheit verbrachte Best in der Neighbourhood Soundview in der Bronx in New York City. 1984 zog seine Familie nach Maplewood in New Jersey, wo Ahmed Best die Columbia High School besuchte und 1991 abschloss. Daraufhin ging Best zur bedeutenden Manhattan School of Music, an der er Percussion im „Jazz and Contemporary music department“ studierte. Nach Studienabschluss wurde er 1994 Mitglied der Acid-Jazz-Band „the Jazzhole“. Nach zwei Jahren, in denen er an drei Aufnahmen der Gruppe als Co-Komponist und Co-Produzent beteiligt war, verließ Ahmed Best die Band wieder und wurde Mitglied der Perkussion-Gruppe Stomp, mit der er in Europa und den USA auf Tour ging. 1995 war Best außerdem an Bill Evans Album „Escape“ beteiligt, welches dann 1996 erschien. Danach war Best Mitglied bei David Fiuczynskis Bandprojekt Black Cherry Acid Lab, das Punk-, Funk- und Rapelemente miteinander verband. Dieser holte ihn auch als Vokalist zu den Screaming Headless Torsos.
1997 wurde Ahmed Best Synchronsprecher für den komplett computergenerierten Charakter Jar Jar Binks in den drei neuen Star-Wars-Filmen. Zuvor war er von Star-Wars-Regisseur George Lucas bei einer Vorführung von Stomp „entdeckt“ worden. Für seine Sprechrolle in Star Wars erhielt Best 2000 den Negativpreis Goldene Himbeere (Razzie Award) als schlechtester Nebendarsteller.

## Filmografie (Auswahl)
als Sprecher:
- 2002: Armitage III – Dual Matrix
- 2004: Kangaroo Jack: G'Day U.S.A.!
- 2007: Robot Chicken: Star Wars (Fernsehfilm)
- 2008: Robot Chicken: Star Wars Episode II (Fernsehfilm)
- 2008, 2010–2011, 2014: Star Wars: The Clone Wars (Fernsehserie, sieben Folgen)
- 2015: Disney Infinity 3.0 (Videospiel, Synchronsprecher von Jar Jar Binks)

als Schauspieler:
- 1999: Star Wars: Episode I – Die dunkle Bedrohung
- 2002: Star Wars: Episode II – Angriff der Klonkrieger
- 2002: Friendly Criminal
- 2003: The Stockholm Syndrome
- 2003: Alias – Die Agentin (Fernsehserie, eine Folge)
- 2003: There’s a Sucker Born Every Minute
- 2005: Star Wars: Episode III – Die Rache der Sith
- 2005: Escorched
- 2006: Open Window
- 2008: This Can’t Be My Life: Episode One – The Pink Pages (Fernsehfilm)
- 2009: Mütter und Töchter (Mother and Child)
- 2010: 2001 Maniacs 2 – Es ist angerichtet (2001 Maniacs: Field of Screams)
- 2023: The Mandalorian (Fernsehserie)

## Diskografie
Als Co-Komponist und Co-Produzent:
- The Jazzhole: „The Jazzhole“, „...and the feeling goes round“ und „the beat is the bomb“ (1994–1995)
- Bill Evans: „Escape“ (1995/96)

Als Sänger bzw. Rapper:
- David Fiuczynski: Black Cherry Acid Lab (2002), aufgenommen in den Jahren 1996 bis 1998

## Auszeichnungen
- Goldene Himbeere (Razzie Award):
  - 2000 Goldene Himbeere als schlechtester Nebendarsteller für Jar Jar Binks im Film Star Wars: Episode I – Die dunkle Bedrohung (1999, OT: Star Wars Episode I: The Phantom Menace)
  - 2000 Nominierung als schlechtester Newcomer des Jahrzehnts (1990er) für dieselbe Rolle

- 2009 Annie Award: „Best Voice Acting in an Animated Television Production or Short Form“ für Robot Chicken: Star Wars Episode II (2008) (TV)